# Johannes Kohtz

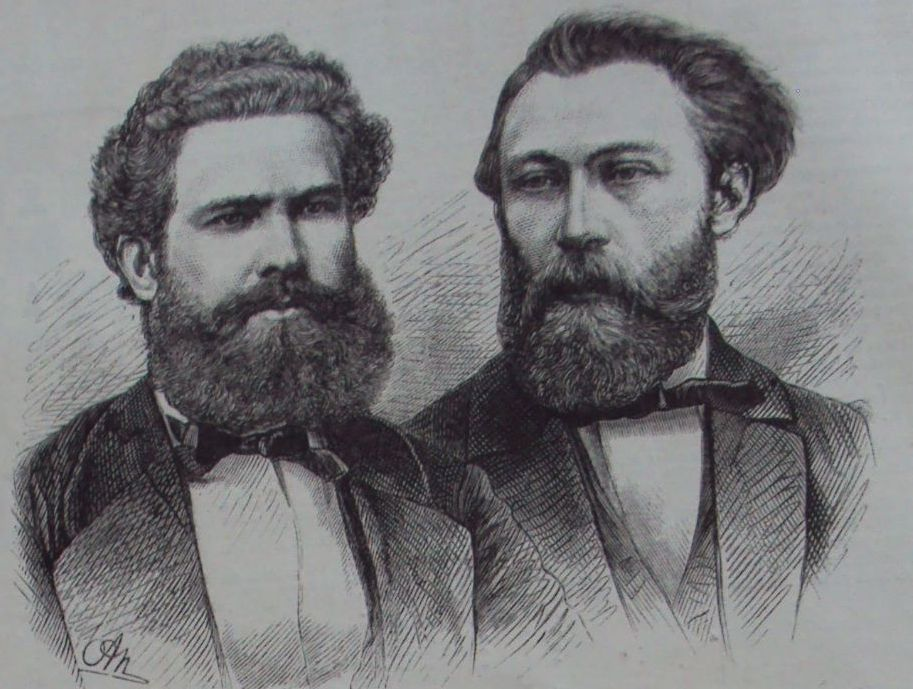
Johannes Kohtz (links) zusammen mit Carl Kockelkorn, vor 1875

Johannes Kohtz (* 18. Juli 1843 in Elbing; † 5. Oktober 1918) war ein deutscher Schachkomponist und mit Carl Kockelkorn Begründer der Neudeutschen Schule der Schachkomposition.

## Kohtz und Kockelkorn
Johannes Kohtz zog mit seinen Eltern nach Köln. Dort lernte er Carl Kockelkorn kennen. Bereits als Schüler beschäftigten sich die beiden mit Schachkompositionen. Wilhelm Kufferath ermöglichte es ihnen, eigene Kompositionen im Alter von 17 Jahren in den Sonntagsblättern für Schachfreunde zu veröffentlichen. Die beiden Komponisten mochten besonders Philipp Kletts Aufgaben.
Kohtz und Kockelkorn stimmten in ihren Ansichten über die Schachkomposition so sehr überein, dass sie nach kurzer Zeit alle Aufgaben als Gemeinschaftswerke veröffentlichten. Gerüchten, wonach Einzelkompositionen auch als Gemeinschaftswerke publiziert wurden, machte 1870 Kohtz ein Ende, der in der Schachzeitung angab, dass die beiden Freunde bei jeder Aufgabe gemeinsam am Brett komponierten.
Nachdem Kohtz und Kockelkorn im Jahr 1903, ein halbes Jahr nach Arthur Gehlerts ersten Angriffen gegen Bergers Altdeutsche Schule, ihr bedeutendes Buch Das Indische Problem herausgegeben hatten, kam es zu Diskussionen mit Johann Berger, dem Begründer der Altdeutschen Schule. Diese Korrespondenz von Kohtz wurde im Deutschen Wochenschach gedruckt. Berger hielt in der Deutschen Schachzeitung dagegen. Kohtz brachte bessere Argumente vor, wonach die Neudeutsche Schule die Altdeutsche Schule verdrängte. Die Diskussion wurde durch den Ersten Weltkrieg unterbrochen.
Nach dem Tode Kockelkorns am 16. Juli 1914 veröffentlichte Kohtz weiterhin unter dem Namen beider Autoren. Eine 1911 erschienene Aufgabe war Namensgeber der später gegründeten deutschen Komponistenvereinigung „Schwalbe“ (siehe dort).

## Der Römer
Zu den fruchtbarsten Kompositionsideen, die Kohtz und Kockelkorn formulierten und umsetzten, gehört der so genannte Römer. Er geht auf einen Vierzüger von 1905 zurück, den die Autoren dem in Rom lebenden Präsidenten des Italienischen Schachbundes, Augusto Guglielmetti, gewidmet hatten. Im Römer wird ein schwarzer Verteidiger durch einen Vorplan auf eine Parallele gelenkt, auf der ihm eine analoge Verteidigung zur Verfügung steht. Diese ist jedoch mit einer Schädigung verbunden, die Weiß zu nutzen vermag.
|   | a | b | c | d | e | f | g | h |   |
| 8 |   |   |   |   |   |   |   |   | 8 |
| 7 |   |   |   |   |   |   |   |   | 7 |
| 6 |   |   |   |   |   |   |   |   | 6 |
| 5 |   |   |   |   |   |   |   |   | 5 |
| 4 |   |   |   |   |   |   |   |   | 4 |
| 3 |   |   |   |   |   |   |   |   | 3 |
| 2 |   |   |   |   |   |   |   |   | 2 |
| 1 |   |   |   |   |   |   |   |   | 1 |
|   | a | b | c | d | e | f | g | h |   |

Gegen 1. De2? mit der Absicht 2. Ld3 und 3. Dc2 matt verteidigt der schwarze Läufer: 1. … Lg5! 2. Ld3 Lxe3!
Daher lenkt Weiß mit dem Vorplan
1. Sb7–d6! (droht 2. Se4 matt)
den Läufer auf eine Parallele:
1. … Le7xd6
Gegen den Hauptplan (De2) steht nun eine analoge Verteidigung zur Verfügung:
2. Df2–e2 Ld6–f4
Doch die ist mit einer Schädigung verbunden: Der Verteidiger kann geschlagen werden (Schlagrömer), ein neues Matt wird möglich.
3. e3xf4 Kc3xd4 4. De2–e5 mit Mustermatt.
Das „römische Parallelogramm“ wird hier durch die Felder e7–g5–f4–d6 beschrieben.

## Privates
Johannes Kohtz studierte in Berlin und Karlsruhe. Er arbeitete als Oberingenieur einer Fabrik für Eisenbahnwaggons in Elbing und Königsberg. Ab 1901 lebte Kohtz als Pensionär in Dresden und traf mit Arthur Gehlert zusammen. Seine Schachbuchsammlung wurde nach seinem Tod gemäß letztwilliger Verfügung der Sächsischen Landesbibliothek Dresden übereignet.
Sein Grabstein befindet sich im Urnenhain Dresden-Tolkewitz.